# Procuraduría General de la República (México)
La Procuraduría General de la República (PGR) fue una dependencia del gobierno federal mexicano que con la misma jerarquía que las secretarías de Estado formó parte del gabinete legal del presidente de México. Era el despacho del poder ejecutivo federal con funciones de fiscalía, la institución encargada de investigar y perseguir los delitos del orden federal. 
Su titular, el procurador general de la República, era quien presidía al Ministerio Público de la Federación y a sus órganos auxiliares: la Agencia de Investigación Criminal, las fiscalías especializadas, la policía investigadora y los peritos. 
Era la encargada de diseñar, planear, ejecutar y coordinar las políticas públicas en materia de investigación criminal de los hechos que revisten los caracteres de delito; de garantizar la protección y asistencia a las víctimas, testigos, y el resto de los sujetos que integran el proceso judicial; asumir la titularidad y sustento de la acción penal pública en representación del Estado y la sociedad en general ante el Poder Judicial de la Federación; intervenir en los procesos de extradición; colaborar en las acciones de combate al delito, encabezando a los elementos del ministerio público federal, esto en apoyo a la Secretaría de Seguridad y Protección Ciudadana; e intervenir en las controversias constitucionales o acciones de inconstitucionalidad de acuerdo a lo que establezca la Suprema Corte de Justicia de la Nación.
A lo largo del siglo XIX sus facultades estaban contempladas en la Secretaría de Justicia en cualquiera de sus denominaciones. La PGR se fundó el 22 de mayo de 1900 por decreto del presidente Porfirio Díaz como una dependencia dirigida por el secretario de Justicia. Desde el 30 de abril de 1917 se subió su rango al mismo que una secretaría de Estado y quedó como parte del gabinete presidencial. Una reforma constitucional del artículo 102 publicada el 29 de enero de 2016 y la posterior promulgación de una nueva ley orgánica le dotaron de plena autonomía del presidente de la República. La institución fue reemplazada el 20 de diciembre del 2018 por la Fiscalía General de la República, un órgano constitucional autónomo ajeno a cualquiera de los Poderes de la Unión.

## Fiscalías especializadas
- Fiscalía de Derechos Humanos
- Fiscalía de Delitos Electorales
- Fiscalía de Combate a la Corrupción
- Fiscalía de Asuntos Internos

## Marco normativo
El marco jurídico que rigió la actuación del procurador general de la República, de los Agentes del Ministerio Público de la Federación, de la policía investigadora y de los peritos se encuentra en:
- Constitución Política de los Estados Unidos Mexicanos
- Código Penal Federal
- Código Nacional de Procedimientos Penales
- Ley Orgánica de la Procuraduría General de la República
- Reglamento de la Ley Orgánica de la Procuraduría General de la República
- Reglamento del Servicio de Carrera de Procuración de Justicia Federal
- Manual de Normas
- Manual de Organización General[cita requerida]

## Contraloría Interna
La Contraloría Interna es una instancia de apoyo a las tareas de la PGR que se orienta a evaluar el grado de honestidad, economía y transparencia con que se manejan los recursos públicos, así como la eficiencia, eficacia y calidad con que se alcanzan las metas y objetivos institucionales, para impulsar el desarrollo administrativo.[cita requerida]
Dentro de los objetivos estratégicos se encuentra prevenir, detectar y corregir la corrupción de los servidores públicos que laboran en la Procuraduría General de la República, a fin de contribuir a obtener la confianza de la sociedad en la institución.[cita requerida]

## Órganos Administrativos Desconcentrados y Entidades
Para llevar a cabo dichas funciones, la Procuraduría cuenta con las siguientes unidades: 
- Instituto de Capacitación y Profesionalización en Procuración de Justicia Federal
- Centro de Evaluación y Desarrollo Humano
- Instituto Nacional de Ciencias Penales

## Lista de Procuradores Generales

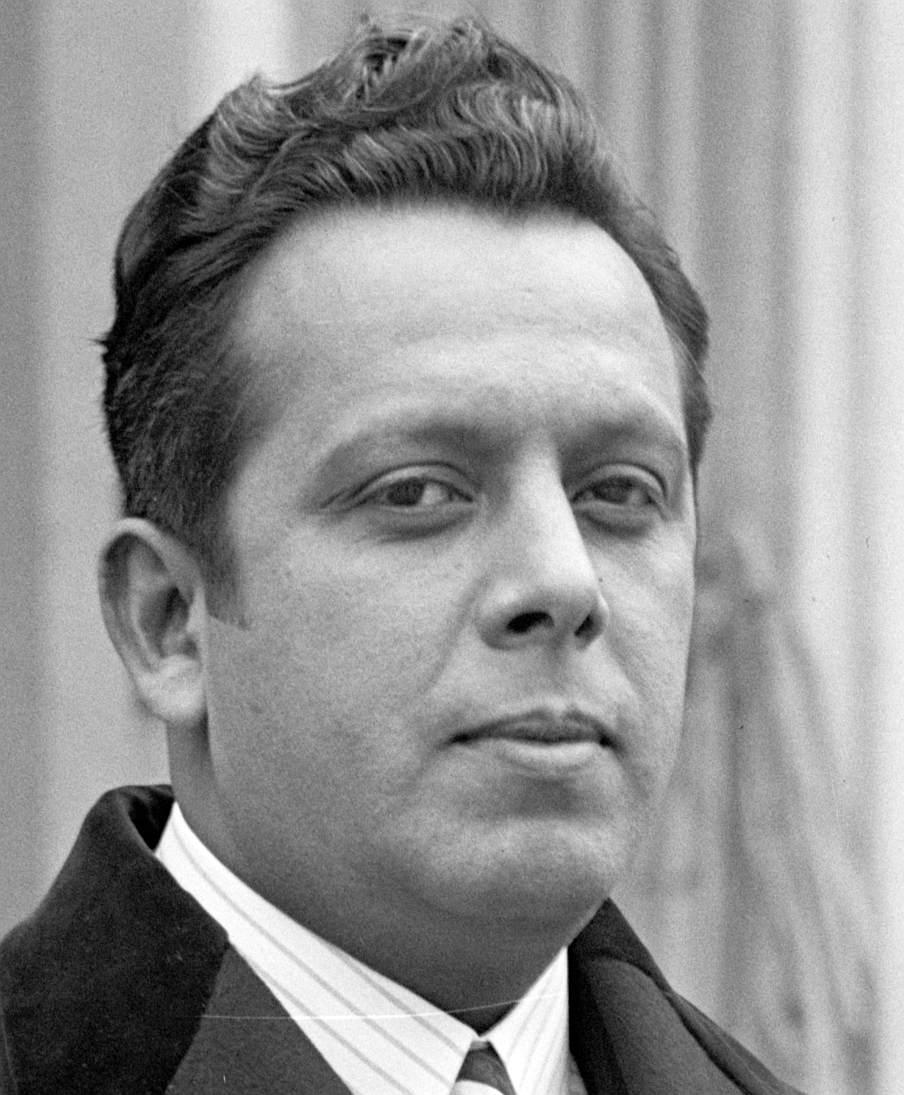
Ezequiel Padilla Peñaloza (1928)

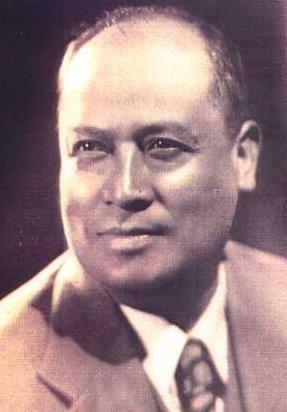
Genaro V. Vásquez (1937-1940)

Ignacio Morales Lechuga (1991-1993)

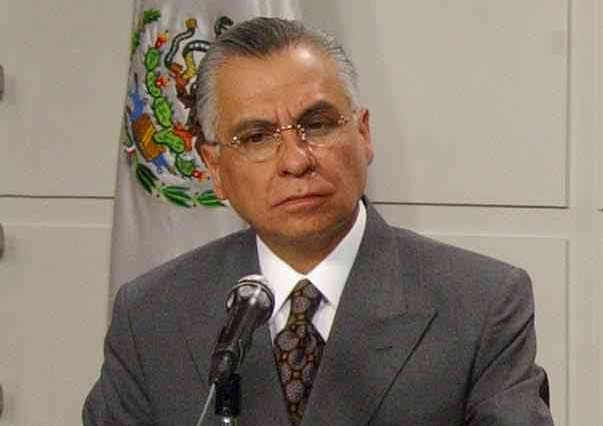
Rafael Macedo de la Concha (2000-2005)

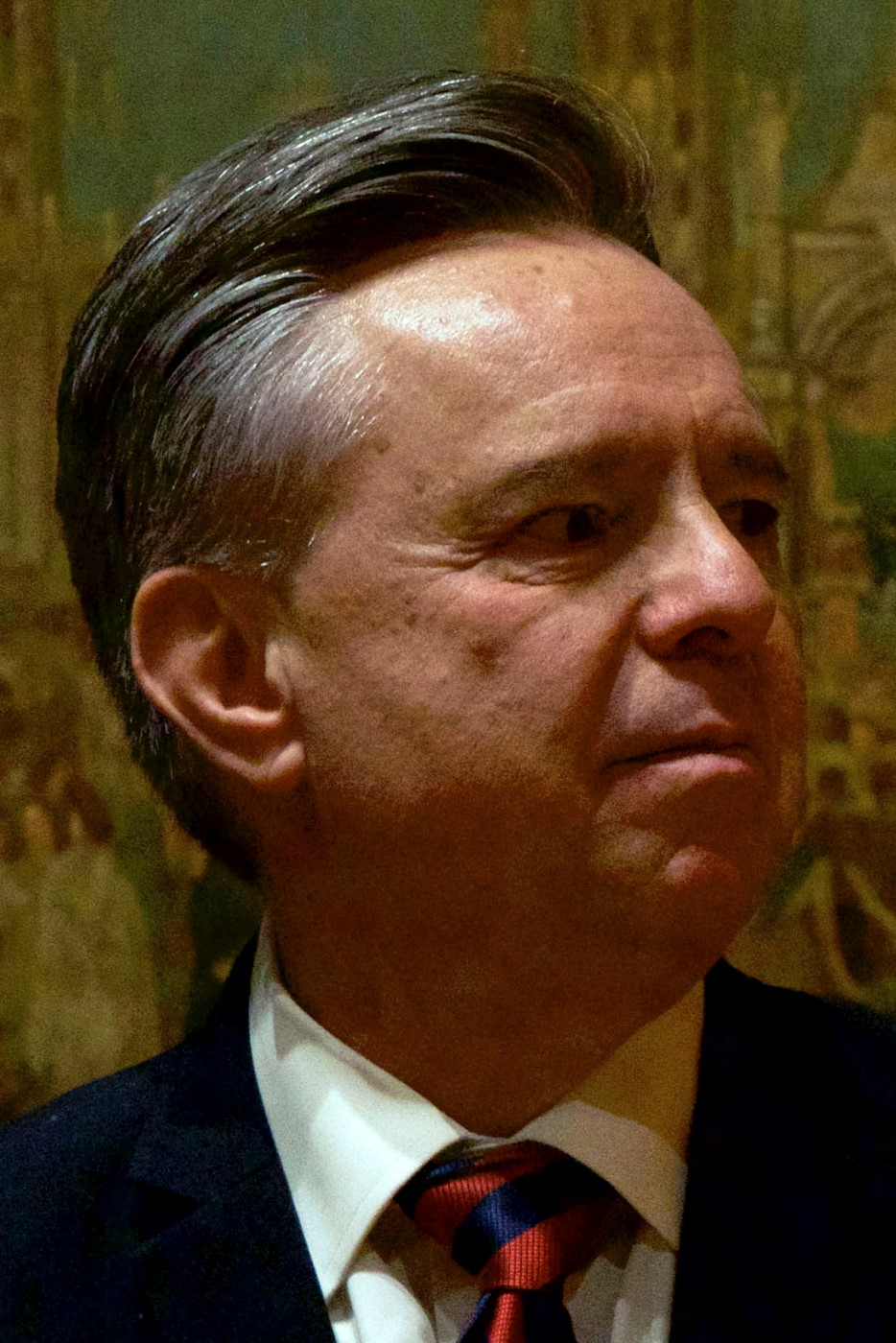
Eduardo Medina Mora (2006-2009)

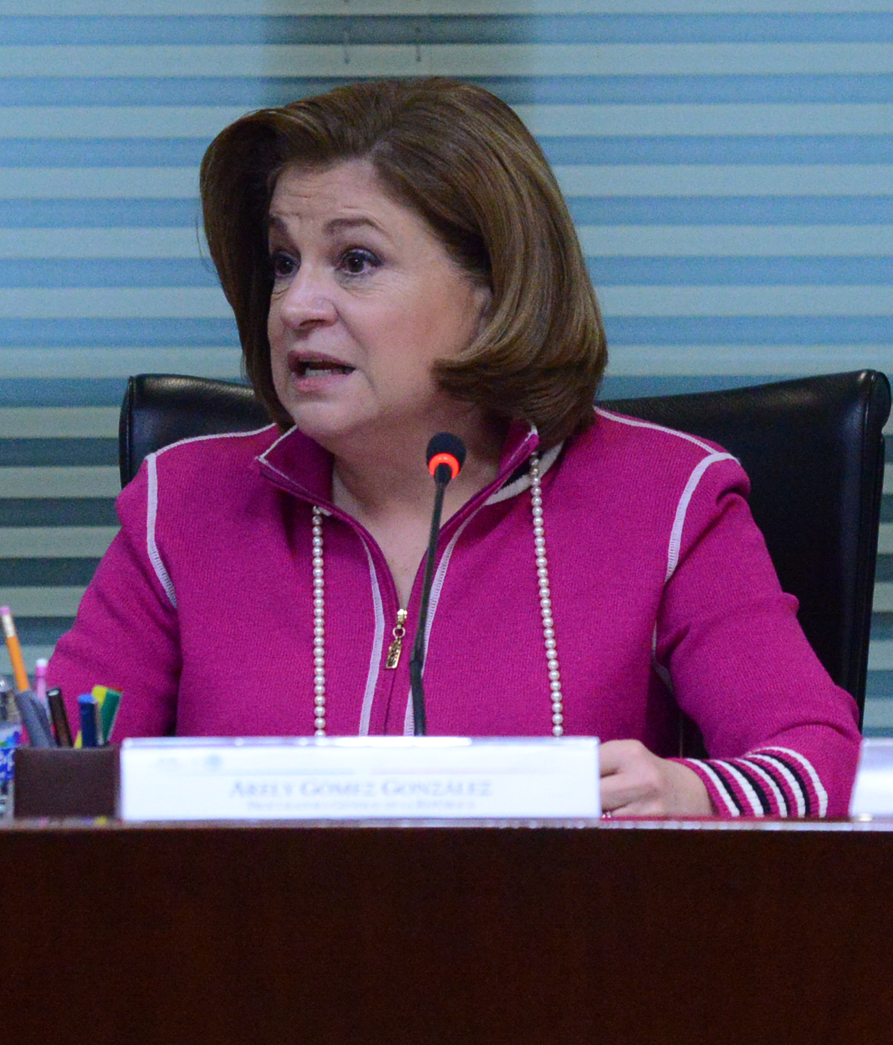
Arely Gómez González (2015-2016)

- Gobierno de Porfirio Díaz (1884 - 1911)
  - (14 de octubre de 1900 - 25 de mayo de 1911): Rafael Rebollar

- Gobierno de Francisco León de la Barra (1911)
  - (26 de mayo de 1911 - 5 de noviembre de 1911): Manuel Castelazo Fuentes

- Gobierno de Francisco I. Madero (1911 - 1913) 
  - (6 de noviembre de 1911 - 20 de febrero de 1913): Adolfo Valles Baca

- Gobierno de Pedro Lascuráin Paredes (1913)
  - (6 de noviembre de 1911 - 20 de febrero de 1913): Adolfo Valles Baca

- Gobierno de Victoriano Huerta (1913 - 1914)
  - (6 de noviembre de 1911 - 20 de febrero de 1913): Adolfo Valles Baca
  - (8 de enero de 1914 - 5 de noviembre de 1914): Francisco M. de Olaguíbel

- Gobierno de Francisco Carvajal (1914)
  - (8 de enero de 1914 - 5 de noviembre de 1914): Francisco M. de Olaguíbel

- Gobierno de Eulalio Gutiérrez Ortiz (1914 - 1915)
  - (6 de noviembre de 1914 - 1915 ): Vicente Castro

- Gobierno de Roque González Garza (1915)
  - (6 de noviembre de 1914 - 1915 ): Vicente Castro

- Gobierno de Francisco Lagos Cházaro (1915)
  - (6 de noviembre de 1914 - 1915 ): Vicente Castro

- Gobierno de Venustiano Carranza (1917 - 1920)
  - (1 de septiembre de 1916 - 3 de mayo de 1917): Pascual Morales y Molina
  - (17 de junio de 1917 - 30 de octubre de 1918): Pablo A. de la Garza
  - (1 de noviembre de 1918 - 13 de junio de 1920): Carlos Salcedo

- Gobierno de Adolfo de la Huerta (1920)
  - (26 de mayo de 1911 - 5 de noviembre de 1911): Eduardo Neri

- Gobierno de Álvaro Obregón (1920 - 1924)
  - (26 de mayo de 1911 - 5 de noviembre de 1911): Eduardo Neri
  - (12 de septiembre de 1922 - 7 de diciembre de 1924): Eduardo Dulhemeau

- Gobierno de Plutarco Elías Calles (1924 - 1928)
  - (21 de diciembre de 1925 - 16 de septiembre de 1928): Romeo Ortega
  - (17 de septiembre de 1928 - 30 de noviembre de 1928): Ezequiel Padilla Peñaloza

- Gobierno de Emilio Portes Gil (1928 - 1930)
  - (1 de diciembre de 1928 - 5 de febrero de 1930): Enrique Medina

- Gobierno de Pascual Ortiz Rubio (1930 - 1932)
  - (6 de febrero de 1930 - 5 de septiembre de 1932): José Aguilar y Maya

- Gobierno de Abelardo L. Rodríguez (1932 - 1934)
  - (6 de septiembre de 1932 - 30 de noviembre de 1934): Emilio Portes Gil

- Gobierno de Lázaro Cárdenas del Río (1934 - 1940)
  - (6 de septiembre de 1932 - 30 de noviembre de 1934): Silvestre Guerrero
  - (27 de agosto de 1936 - 30 de abril de 1937): Ignacio García Téllez
  - (1 de mayo de 1937 - 17 de junio de 1937): Antonio I. Villalobos
  - (18 de junio de 1937 - 30 de noviembre de 1940): Genaro V. Vásquez

- Gobierno de Manuel Ávila Camacho (1940 - 1946)
  - (1 de diciembre de 1940 - 30 de noviembre de 1946): José Aguilar y Maya

- Gobierno de Miguel Alemán (1946 - 1952)
  - (1 de diciembre de 1946 - 30 de noviembre de 1952): Francisco González de la Vega

- Gobierno de Adolfo Ruiz Cortines (1952 - 1958)
  - (1 de diciembre de 1952 - 30 de octubre de 1956): Carlos Franco Sodi
  - (31 de octubre de 1956 - 30 de noviembre de 1958): José Aguilar y Maya

- Gobierno de Adolfo López Mateos (1958 - 1964)
  - (1 de diciembre de 1958 - 30 de mayo de 1962): Fernando López Arias
  - (1 de junio de 1962 - 30 de noviembre de 1964): Oscar Treviño Ríos

- Gobierno de Gustavo Díaz Ordaz (1964 - 1970)
  - (1 de diciembre de 1964 - 15 de febrero de 1967): Antonio Rocha Cordero
  - (17 de febrero de 1967 - 18 de agosto de 1971): Julio Sánchez Vargas

- Gobierno de Luis Echeverría Álvarez (1970 - 1976)
  - (17 de febrero de 1967 - 18 de agosto de 1971): Julio Sánchez Vargas
  - (19 de agosto de 1971 - 30 de noviembre de 1976): Pedro Ojeda Paullada

- Gobierno de José López Portillo y Pacheco (1976 - 1982)
  - (1 de diciembre de 1976 - 30 de noviembre de 1982): Oscar Flores Sánchez

- Gobierno de Miguel de la Madrid Hurtado (1982 - 1988)
  - (1 de diciembre de 1982 - 30 de noviembre de 1988): Sergio García Ramírez

- Gobierno de Carlos Salinas de Gortari (1988 - 1994)
  - (1 de diciembre de 1988 - 21 de mayo de 1991): Enrique Álvarez del Castillo
  - (22 de mayo de 1991 - 3 de enero de 1993): Ignacio Morales Lechuga
  - (4 de enero de 1993 - 9 de enero de 1994): Jorge Carpizo MacGregor
  - (10 de enero de 1994 - 10 de mayo de 1994): Diego Valadés Ríos
  - (11 de mayo de 1994 - 30 de noviembre de 1994): Humberto Benítez Treviño

- Gobierno de Ernesto Zedillo Ponce de León (1994 - 2000)
  - (1 de diciembre de 1994 - 1 de diciembre de 1996): Fernando Antonio Lozano Gracia
  - (2 de diciembre de 1996 - 30 de noviembre de 2000): Jorge Madrazo Cuéllar

- Gobierno de Vicente Fox Quesada (2000 - 2006)
  - (1 de diciembre de 2000 - 27 de abril de 2005): Rafael Macedo de la Concha
  - (28 de abril de 2005 - 30 de noviembre de 2006): Daniel Francisco Cabeza de Vaca

- Gobierno de Felipe Calderón Hinojosa (2006 - 2012)
  - (7 de diciembre de 2006 - 7 de septiembre de 2009): Eduardo Medina Mora
  - (24 de septiembre de 2009 - 31 de marzo de 2011): Arturo Chávez Chávez
  - (7 de abril de 2011 - 30 de noviembre de 2012): Marisela Morales Ibáñez

- Gobierno de Enrique Peña Nieto (2012 - 2018)
  - (4 de diciembre de 2012 - 27 de febrero de 2015): Jesús Murillo Karam
  - (3 de marzo de 2015-26 de octubre de 2016): Arely Gómez González
  - (26 de octubre de 2016 - 16 de octubre de 2017): Raúl Cervantes Andrade
  - (16 de octubre de 2017 - 30 de noviembre de 2018): Alberto Elías Beltrán (encargado de despacho)

- Gobierno de Andrés Manuel López Obrador (2018 - 2024)
  - (1 de diciembre de 2018 - 18 de enero de 2019): Alejandro Gertz Manero (encargado de despacho)

## Flota aérea
Muchas de las aeronaves de ala fija de la flota aérea de la PGR se obtuvieron tras confiscaciones y, por ello, no son los apropiados para sus tareas. Su flota actual está compuesta por aviones jets Gulfstream Commander 840, 900, 980 y 1000, Learjet, Cessna Citation I y II y un Grumman. También operan varias avionetas de tipo Cessna, King Air y Piper [cita requerida].